# Royal Mail
Royal Mail est un opérateur postal du Royaume-Uni.
Royal Mail est un service public jusqu'au 15 octobre 2013, date à laquelle le gouvernement britannique introduit l'entreprise à la bourse de Londres. L'État britannique conserve au départ 38 % de l'entreprise. Le 12 octobre 2015, l'État vend ses actions restantes. Ainsi, Royal Mail Holdings plc est aujourd'hui une entreprise totalement privée, à statut de société par actions, après 499 ans de statut public.

## Histoire

### Les origines
L'histoire de la Royal Mail commence en 1516 lors de la création par le roi Henri VIII d'Angleterre du Master of the Posts (« Maître des Postes »), qui devient par la suite le Postmaster General (« surintendant général des postes »). D'abord réservé au roi et à sa cour, le service postal sera accessible à tous à partir de 1635 grâce à Charles Ier, avant de devenir un service public avec le Post Office Act en 1660. 
La Post Office Corporation est fondée en 1969 lors de la transformation du ministère jusqu'alors chargé du service de la poste.

### De 1981 à 2013
The Post Office est créé en 1981 par la loi sur les télécommunications (British Telecommunications Act) qui divise en deux l'administration postale de l'époque, la Post Office Corporation  et la sépare de la partie télécommunications, qui devient British Telecom, privatisée par la suite.
En 2001, Royal Mail se rebaptise Consignia, suivant en cela la mode des noms latinisés qui fait florès à l'époque (tels Vivendi, Veolia et Vinci). Elle reprend le nom de Royal Mail en 2002.
En 2000 également, le gouvernement britannique ouvre le marché postal à la concurrence en instaurant un régulateur postal, le Postcomm, et délivre des licences d'exploitation à des sociétés privées.
Royal Mail est soumise à une concurrence totale depuis le 1er janvier 2006.

### La privatisation en 2013
En 2013, le gouvernement britannique annonce la privatisation de Royal Mail. La privatisation doit valoriser le groupe Royal Mail de 2,6 à 3,3 milliards de livres. Elle commence le 27 septembre et s'achève le 8 octobre 2013, et doit porter sur la majorité du groupe. 10 % des actions doivent être attribués aux salariés de la Royal Mail. Le Parti travailliste annonce ne pas souhaiter revenir sur cette mesure en cas d'alternance politique. À la suite de cette privatisation partielle, l'État garde une participation de 30 % dans Royal Mail. En juin 2015, le gouvernement britannique annonce la vente de sa participation de 30 % dans Royal Mail pour 750 millions de livres,. Le 12 octobre 2015, l'État britannique vend sa participation restante de 13 % pour 591 millions de livres.
En 2016, Royal Mail annonce l'acquisition de l'entreprise américaine Golden State Overnight Delivery Service pour 90 millions de dollars.
En septembre 2018, Royal Mail annonce l'acquisition de Dicom Canada pour 360 millions de dollars canadiens, dans le but de renforcer sa marque General Logistics Systems (GLS) en Amérique du Nord.

### L'offre de rachat par Daniel Kretinsky en 2024
Malgré la privatisation, Royal Mail doit faire face à des difficultés : baisse du volume de colis à livrer,  graves défaillances dans la distribution du courrier et grève pour une hausse des salaires. En décembre 2024, l'Office of communications (Ofcom), l'autorité régulatrice des télécommunications au Royaume-Uni, impose ainsi une amende de 10,5 millions de livres à Royal Mail pour ses retards de distribution du courrier. Dans ce contexte, le milliardaire tchèque Daniel Kretinsky, qui possédait déjà 27,6% du capital de la société, fait en mai 2024 une offre ferme rachat de 3,57 milliards de livres (4,20 milliards d'euros) auprès d'International Distributions Services, la société mère de Royal Mail. Le gouvernement britannique, à travers le Département des Affaires et du Commerce, valide cette opération, le 16 décembre, en y posant des conditions, comme le maintien du siège au Royaume-Uni.